# 7143 Haramura
A 7143 Haramura (ideiglenes jelöléssel 1995 WU41) a Naprendszer kisbolygóövében található aszteroida. S. Otomo fedezte fel 1995. november 17-én.